# دیوار نمایش

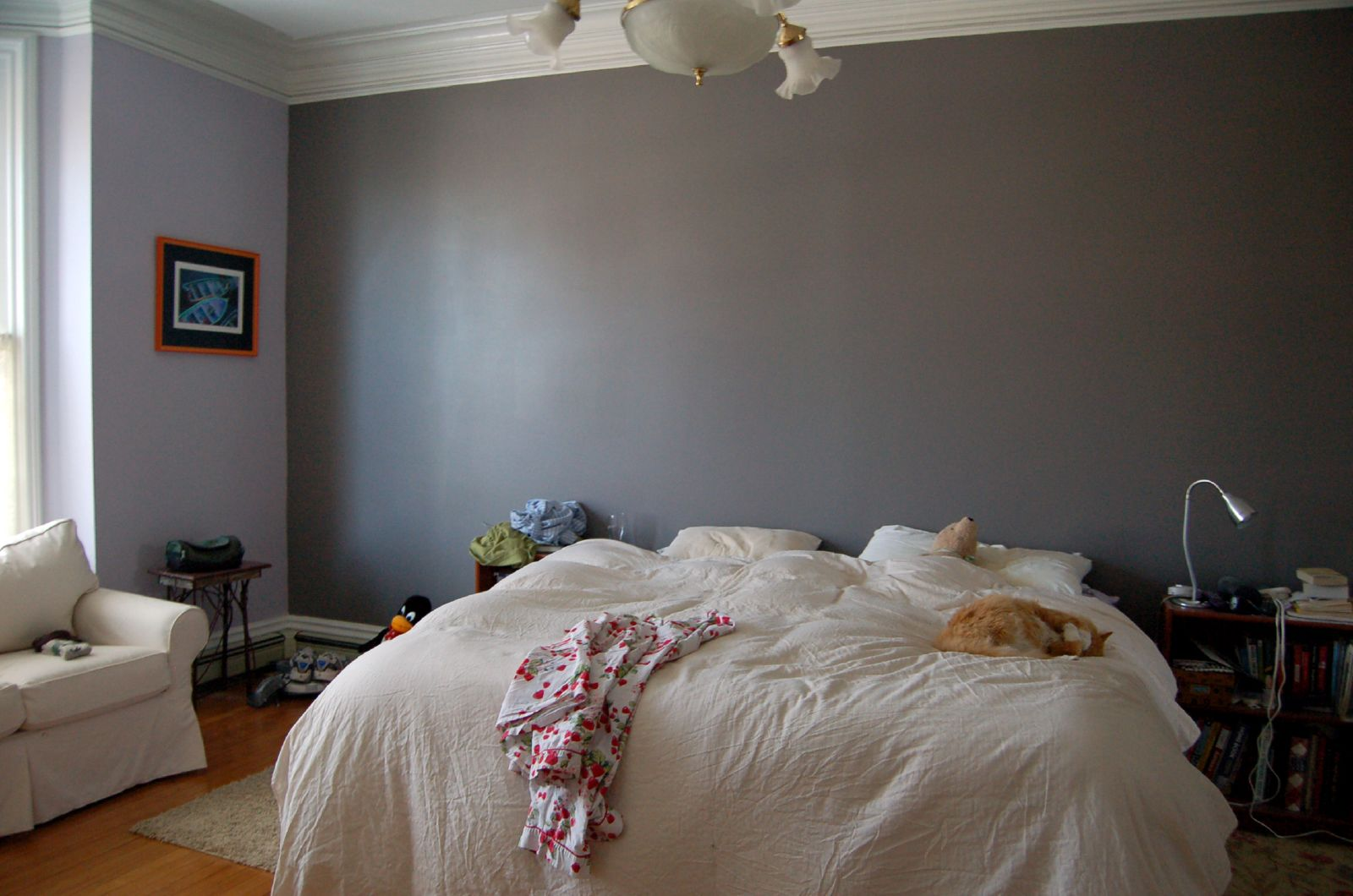
دیوار نمایش

به دیواری که طراحی آن با طراحی دیگر دیوارها تفاوت داشته باشد، دیوار نمایش گفته می‌شود. در حالت ساده، این دیوار می‌تواند از لحاظ طیف رنگ با دیوارهای دیگر متفاوت باشد، یا حتی می‌توان آن را از نظر طراحی در رنگ و مواد متمایز نمود. عموماً دیوار نمایش را می‌توان با رنگ، کاغذ دیواری، آجر، سنگ مرمر و غیره پوشش داد. همان‌طور که از نام آن مشخص است دیوار نمایش عمدتاً برای درهم شکستن طراحی دیوارها و نمایش یک دیوار خاص است، مخصوصاً زمانی که دیوارها با یک رنگ خاص پوشش داده شده باشند. به عنوان مثال ممکن است دیوارهای یک اتاق کاغذ دیواری شده باشد و دیوار نمایش بدون طرح و ساده باشد. در واقع نکته موجود در دیوار نمایش این است که از این دیوار برای برجسته کردن یا بیان برخی عناصر تزئینی مانند نقاشی، استفاده می‌شود.